# سانتياغو سانتاماريا
سانتياغو سانتاماريا (بالإسبانية: Santiago Santamaría)‏ (مواليد 22 أغسطس 1952) هو لاعب كرة قدم. يلعب مع منتخب الأرجنتين لكرة القدم. سبق له أن لعب في كأس العالم لكرة القدم مع منتخب بلاده.

## روابط خارجية
- سانتياغو سانتاماريا على موقع الاتحاد الدولي (مؤرشف)  (الإنجليزية)
- سانتياغو سانتاماريا على موقع قاعدة بيانات كرة القدم.إي يو (الإنجليزية)
- سانتياغو سانتاماريا على موقع ناشيونال فوتبول تيمز (الإنجليزية)
- سانتياغو سانتاماريا على موقع عالم كرة القدم.نت (الإنجليزية)